# ام‌تی ورزوگا
ام‌تی ورزوگا (به انگلیسی: MT Varzuga) یک کشتی است که طول آن  می‌باشد. این کشتی در سال ۱۹۷۷ ساخته شد.